# Ove Sprogøe Prisen
Le prix Ove Sprogøe est un prix culturel danois décerné à une personne qui a réalisé une performance exceptionnelle au théâtre,au  cinéma ou à la télévision.
Le prix porte le nom de l'acteur Ove Sprogøe, et les fonds proviennent des honoraires de l'auteur pour la biographie Den Fynske vulkan d'Ove Sprogøe, ainsi que des revenus des performances commémoratives organisées par Morten Grunwald et Nordisk Film après la mort de l'acteur en 2004.
Un montant de 50 000 DKK est distribué le jour de l'anniversaire d'Ove Sprogøe, le 21 décembre.

## Récipiendaires du prix
- 2006 : Niels Ellegaard[2]
- 2007 : Nicolaj Kopernikus (da)[3]
- 2008 : Lene Maria Christensen[4]
- 2009 : Signe Egholm Olsen[5]
- 2010 : Cécilie Stenspil[6],[7]
- 2011 : Nikolaj Lie Kaas[8],[9]
- 2012 : Pilou Asbæk[10]
- 2013 : Mia Lyhne[11]
- 2014 : Danica Curcic[12]
- 2015 : Ulrich Thomson[13]
- 2016 : Johanne-Louise Schmidt[14]
- 2017 : Nikolaj Coster-Waldau[15]
- 2018 : Katrine Greis-Rosenthal[16]
- 2019 : Esben Smed[17]
- 2020 : Mille Dinesen[18]
- 2021 : Nicolai Jørgensen[19]
- 2022 : Josephine Park[20]